# Rudolf Krajc
Rudolf Krajc (6. června 1907 Bechyně – 14. března 1934 tamtéž) byl český akademický malíř, grafik, keramik a ilustrátor.

## Životopis
Rudolf Krajc se narodil 6. června 1907 v Bechyni. Po absolvování gymnázia v Táboře odešel studovat na pražskou Akademii výtvarných umění nejprve v ateliéru profesora Maxe Švabinského a později u profesora Tomáše Františka Šimona na speciální grafické škole.
Po absolvování školy začal vyhledávat nové umělecké styly. To ho přivedlo až k dřevorytu. Spolupracoval na cyklu dřevorytů svého přítele Vladimíra Diviše z roku 1931. Jednalo se o svazek kuriózní soukromé edice Aqua tofana „Šest dřevorytů R. Krajce“. Dále vyzdobil přepis staročeské veršované Písně o Štemberkovi (1931) a ilustroval staročeskou Píseň Závišovu. Kromě těžkého dřevorytu se přikláněl i mědirytině. Vytvořil řadu portrétů, několik volných grafik a ilustrací. Patřil k předním tvůrčím osobnostem moderního českého exlibris.
V roce 1931 se přihlásil do soutěže Spolku sběratelů a přátel exlibris a dostal první cenu za dřevoryt z minulého roku. O dva roky později začal v Krásné jizbě v Praze připravovat výstavu kreseb a grafik, která se měla uskutečnit v Brně a v Praze. Rudolf Krajc zemřel 14. března 1934 v Bechyni na tuberkulózu. Bylo mu 26 let. Jeho pohřeb pohřben na starém hřbitově v Bechyni se konal o tři dny později a zúčastnil se ho například MUDr. Miloš Sovák.